# (495181) Rogerwaters
(495181) Rogerwaters est un astéroïde de la ceinture principale.

## Description
(495181) Rogerwaters est un astéroïde de la ceinture principale. Il fut découvert le 15 août 2012 à Tincana par Michał Żołnowski et Michał Kusiak. Il présente une orbite caractérisée par un demi-grand axe de 2,64 UA, une excentricité de 0,28 et une inclinaison de 15,0° par rapport à l'écliptique.
Il est nommé d'après le musicien britannique Roger Waters.